# Tomás Polanco Alcántara
Tomás Polanco Alcántara (Caracas, 17 de agosto de 1927-20 de diciembre de 2002) fue un escritor, político y jurista venezolano, doctor en Ciencias Políticas de la Universidad Central de Venezuela y profesor titular de la Universidad Central de Venezuela y de la Universidad Católica Andrés Bello.

## Trayectoria
Fue embajador extraordinario y plenipotenciario de Venezuela ante Chile, España y oficina de las Naciones Unidas en Ginebra y sus organismos especializados. También fue individuo de número de la Academia Nacional de la Historia y de la Academia de Ciencias Políticas y Sociales. Miembro correspondiente de la Real Academia de Historia de Madrid y de instituciones académicas de Chile, España, Costa Rica, Bolivia, Guatemala, México, Puerto Rico, Argentina y Portugal.
Fue condecorado en Venezuela con el Gran Cordón de la Orden del Libertador, Orden Francisco de Miranda, Orden Andrés Bello, Orden 27 de Junio, Orden al mérito en el trabajo, Orden Diego de Lozada, Orden José María Vargas, Medalla de Honor del Colegio de Abogados del Distrito Federal, Orden Cristóbal Mendoza del Colegio de Abogados del Estado Carabobo.
En el exterior fue condecorado en España con la Orden de Isabel la Católica y la Orden de Alfonso X el Sabio. También fue condecorado en Chile, Bolivia, Argentina, Orden Soberana y Militar de Malta y Colombia. 
Publicó libros y estudios monográficos, históricos, jurídicos y literarios. Por esos libros y estudios obtuvo el Premio Nacional de Historia, el Premio Municipal de Literatura del Distrito Federal, el Premio de la Asociación de Escritores de Venezuela, el Premio de la Sociedad Bolivariana de Venezuela, el Premio Luis Sanojo de la Fundación Rojas Astudillo y el Premio del Círculo de Escritores de Venezuela.

## Títulos de libros publicados
- Eleazar López Contreras: El general de tres soles. 1985,  ISBN 9802650765
- Con la pluma y con el frac: rasgos biográficos del Dr. Caracciolo Parra Pérez. 1982
- José Gil Fortoul. Una luz en la sombra
- Juan Vicente Gómez. Aproximación a una biografía. 1990, ISBN 9802225185
- Guzmán Blanco: Una tragedia en seis partes y un epílogo. 1992, ISBN 980293142X
- El irreprochable optimismo de Augusto Mijares. 1985, ISBN 9802220299
- Perspectiva histórica de Venezuela. 1977
- La historia de Caracas.
- El mágico encanto de los libros. 1990, ISBN 9800701664
- Pensando en voz alta (El libro menor). 1992, ISBN 9802227315
- Conversaciones diplomáticas
- Tres ángulos del Derecho
- Derecho Administrativo especial
- La administración pública
- La empresa bancaria y su control
- Un Libro De Cristal: Otras Maneras De Ser Venezolano. 1989, ISBN 9806162129
- Esquema de un nuevo Derecho
- Arturo Uslar Pietri: Biografía Literaria. 2002. ISBN 9806386302
- Las formas jurídicas de la Independencia
- Un pentágono de luz
- Simón Bolívar. Ensayo de una interpretación biográfica a través de sus documentos. 2004,  ISBN 8496106233
- José Antonio Páez. Fundador de la República, 2000. ISBN 9800772316
- La huella de Pedro Emilio Coll, 1988. ISBN 9802222828
- Conversaciones Sobre Un Joven Que Fue Sabio: Semblanza Del Dr. Caracciolo Parra León, 1988.  ISBN 9802224197
- Francisco de Miranda: ¿Don Juan o Don Quijote? 1997. ISBN 9800741410
- Venezuela y sus personajes. 1997, ISBN 9800745459
- Venezuela y Estados Unidos a través de 2 siglos. 2000, ISBN 9800770828
- Las reales audiencias en las provincias americanas de España. 1992, ISBN 8471003198
- Eugenio Mendoza. 1993, ISBN 9802931691
- Homenaje al general Eleazar López Contreras, 1988. ISBN 9806096096
- Bolívar: Vida, Obra Y Pensamiento. 2002. ISBN 8489775206
- El reconocimiento de Venezuela por España. 1980